# 금옥중학교
금옥중학교(金玉中學校)는 대한민국 서울특별시 양천구 신정동에 위치한 공립 중학교이다.

## 학교 연혁
- 1978년 4월 29일 : 학교법인 금옥학원 설립
- 1978년 4월 29일 : 초대 이사장 백금옥 여사 취임
- 1981년 1월 15일 : 학교법인 금옥여자중학교 설립인가(설립자 백금옥 여사)
- 1981년 3월 1일 : 초대 이범훈 교장 취임(10학급)
- 1982년 1월 20일 : 공립중학교로 전환
- 1982년 2월 21일 : 교사 증축(20교실)
- 2002년 3월 1일 : 금옥중학교로 학교명 개정
- 2006년 10월 20일 : 학교 신관 완공
- 2013년 2월 20일 : 학교 공동 이용 시설(한울관) 완공
- 2019년 9월 1일 : 제16대 김경호 교장 취임
- 2022년 3월 1일 : 특수학급 신설

## 참고 자료
- 금옥중학교 - 한국교육학술정보원 학교알리미